# Якопо Алигьери
Якопо Алигьери (итал. Jacopo Alighieri; 1285/6—1348) — итальянский поэт, сын Данте Алигьери, за которым он последовал в изгнании. Самым известным произведением Якопо является шестьдесят глав Dottrinale.

## Биография
Якопо родился в 1285 или 1286 году во Флоренции и был сыном Данте Алигьери и его жены Джеммы Ди Манетто Донати.
Он был изгнан из Флоренции вместе со своим отцом и братьями Джованни и Пьетро в 1315 году. Впоследствии он отправился в Равенну, где, возможно, жил вместе с отцом. Данте умер в 1321 году, и Якопо послал копию «Божественной комедии» Гвидо да Поленте, правителю города. В 1325 году он вернулся во Флоренцию, где принял малые чины, что позволило ему стать каноником в Вероне. На родине он взял на себя финансовые дела своей семьи; в 1343 году ему удалось вновь завладеть конфискованным имуществом своего отца.
Он умер в 1348 году.